# His Master's Voice
His Master's Voice (HMV) fu un'importante etichetta discografica del XX secolo, nata nel 1899. In Italia era nota come La voce del padrone.

## Storia
La casa discografica apparteneva alla società Gramophone Company, presso Hayes (nel Middlesex, in Gran Bretagna).
La voce del padrone divenne celebre nel primo Novecento per le incisioni di musica classica ed operistica, con artisti di livello mondiale.
Tra le moltissime incisioni figurano quelle di musica sacra, di opere, di operette, di canzoni italiane e canti dialettali, di romanze ed arie antiche.
Tra gli artisti italiani sono da ricordare i tenori Enrico Caruso, Beniamino Gigli e Tito Gobbi.
Da ricordare sono anche le famose incisioni di duetti dei protagonisti del secolo scorso:
- Fritz Kreisler - Sergei Rachmaninoff
- Yehudi Menuhin - Hephzibah Menuhin
- Jacques Thibaud - Pablo Casals

Ma anche i trii:
- Trio italiano con Alberto Poltronieri - Alfredo Casella - Arturo Bonucci
- Alfred Cortot - Jacques Thibaud - Pablo Casals

L'etichetta è tuttora presente nel mercato dei CD, come marchio di proprietà della EMI International Group di Londra.

### Il marchio
Il celebre marchio de La voce del padrone rappresenta un Jack Russell Terrier intento ad ascoltare i suoni che provengono dalla tromba di un grammofono. Venne concepito e dipinto da un noto pittore di Liverpool, Francis Barraud. Alla morte del fratello Mark, Barraud aveva ricevuto un cane di nome Nipper e un fonografo con molti cilindri su cui era incisa la voce di Mark. Pare che Nipper fosse effettivamente solito ascoltare la voce del suo defunto padrone nella posizione ritratta da Barraud. Il dipinto, intitolato His Master's Voice, fu acquistato dalla società Gramophone a scopo pubblicitario, e divenne poi il marchio dell'etichetta discografica. A titolo di gratitudine, Barraud ricevette dalla società un lascito pensionistico annuo di circa 30.000 lire, durato fino alla sua morte.

### Echi di cronaca
Tra le tante incisioni figura il Messaggio di Benito Mussolini al Popolo Nord Americano e agli Italiani d'America, raccolto in doppio disco per essere trasmesso dalla The Chicago Tribune a mezzo della sua stazione radiotelefonica WON di Chicago. Prezzo completo della doppia incisione su etichetta speciale era di 30 lire.

## Artisti prodotti

### Tenori
- Enrico Caruso
- Antonio Cortis
- Franco Corelli
- Giuseppe Di Stefano
- Bernardo De Muro
- Beniamino Gigli
- Giacomo Lauri Volpi
- Giovanni Martinelli
- Antonio Paoli
- Aureliano Pertile
- Tito Schipa
- Alessandro Ziliani

### Soprani
- Maria Callas
- Maria Caniglia
- Pia Tassinari
- Elisabeth Rethberg
- Adelina Patti
- Rosa Ponselle
- Amelita Galli Curci
- Giulietta Simionato
- Toti Dal Monte

### Baritoni
- Titta Ruffo
- Tito Gobbi
- Giuseppe De Luca

### Pianisti
- Wilhelm Backhaus
- Alfredo Casella
- Alfred Cortot
- Edwin Fischer
- Ignacy Jan Paderewski
- Vladimir Horowitz
- Sergei Rachmaninoff
- Artur Rubinstein
- Artur Schnabel
- Ettore Panizza
- Abbey Simon

### Violinisti
- Jascha Heifetz
- Yehudi Menuhin
- Mischa Elman
- Fritz Kreisler

### Violoncellisti
- Pablo Casals

### Clavicembalisti
- Wanda Landowska

### Direttori d'orchestra
- John Barbirolli
- Achille Lizzi
- Adrian Boult
- Pablo Casals
- Albert Coates
- Piero Coppola
- Antonino Votto
- Herbert von Karajan
- Otto Klemperer
- Serge Koussevitsky
- Carlo Sabajno
- Leopold Stokowsky
- Tullio Serafin
- Arturo Toscanini
- Bruno Walter
- Sigfrido Wagner
- Pierre Monteux

### Direttori di Coro
- Giuseppe Cairati